# Tumča
Tumča (rusky Тумча) je řeka v Murmanské oblasti v Rusku. Celková délka toku činí přibližně 20 km (včetně delší zdrojnice Tuntsajoki je to 170 km a včetně vzdutí Jovské přehrady 207 km). Plocha povodí měří 5240 km².

## Průběh toku
Vzniká soutokem řek Tuntsajoki a Kutsajoki. Delší zdrojnice Tuntsajoki bývá někdy označována chybně jménem řeky Tumča. Překonává četné říční prahy (Karniz, Zmeja, Šljapa) a peřeje. Je široká 20 až 60 m. Protéká neobydlenou krajinou.Ústí do Sušozera, které je součástí Jovské přehrady.

## Vodní režim
Zdrojem vody jsou sněhové a dešťové srážky. Průměrný průtok vody u soutoku zdrojnic činí 25 m³/s a v ústí 50 m³/s. Zamrzá na konci října až v listopadu a rozmrzá v květnu.

## Využití
Řeka je využívána vodáky, kteří ji sjíždějí zejména jako pokračování sjezdu některé z jejich zdrojnic. Sjezd řeky trvá přibližně půl až jeden den. Nejbližší obydlená místa jsou vesnice Zarečensk a Alakurtti.